# Hartmut Krüger (Handballspieler)
Hartmut Krüger (* 8. Mai 1953 in Güsen) ist ein ehemaliger deutscher Handballspieler und Handballtrainer.

## Karriere

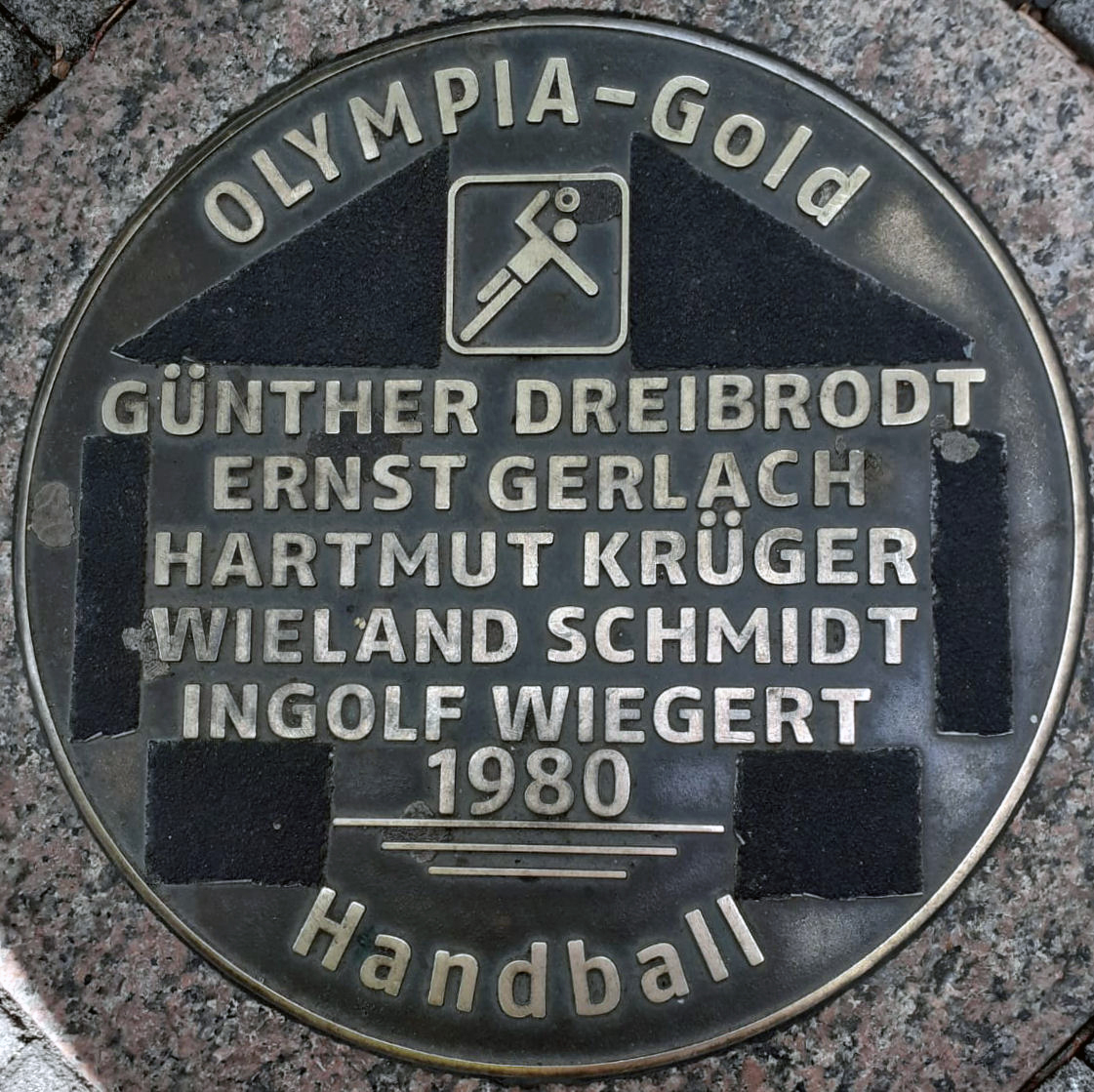
Sports Walk of Fame in Magdeburg

Der 1,78 Meter große linke Außenspieler spielte in der DDR-Oberliga für den SC Magdeburg und wurde mit dem Verein siebenmal DDR-Meister, gewann zweimal den Europapokal der Landesmeister und 1981 die Europameisterschaft für Clubmannschaften.
In der DDR-Nationalmannschaft war er mit Unterbrechungen von 1975 bis 1986 aktiv und bestritt insgesamt 157 Spiele. Höhepunkt seiner Karriere war der Olympiasieg bei den Olympischen Sommerspielen 1980 in Moskau. Daneben erreichte er dritte Plätze bei den Weltmeisterschaften 1978 und 1986. Vor der WM 1986 war der damals bereits 33-jährige Krüger als Nationalspieler bereits faktisch ausgemustert. Nachdem aber in einem Vorbereitungsspiel die Nationalmannschaft dem SC Magdeburg unterlag und Krüger in diesem Spiel 12 Tore warf, wurde er noch in den WM-Kader aufgenommen. Er bestritt alle Spiele und warf im Spiel um Platz 3, das die DDR gewann, 8 Tore.
Nach seiner aktiven Laufbahn war er unter anderem von 1989 bis 1993 Trainer des SC Magdeburg. In dieser Funktion gewann er 1991 den Meistertitel. Hartmut Krüger ist Ehrenmitglied des SCM und gehörte zu den ersten Mitgliedern in der Hall of Fame des SCM.
Krüger wurde 1984 mit dem Vaterländischen Verdienstorden in Gold ausgezeichnet. Für den Olympiasieg 1980 in Moskau erhielt er diesen Orden in Silber.
1986 wurde er zum Handballer des Jahres gewählt.

## Nach dem Handball
Nach seiner Entlassung 1993 zog sich Krüger aus dem Bundesligahandball zurück. Er betreibt heute eine Kranhandelsgesellschaft in Biederitz, die Sponsor des SCM ist.